# Aktinidiasläktet
Aktinidiasläktet (Actinidia) är ett växtsläkte i familjen aktinidiaväxter som ursprungligen kommer från  tempererade områden i östra Asien, vilket innebär större delen av Kina, Taiwan, Korea och Japan samt norrut mot sydöstra Sibirien och söderut in i Indokina. I släktet finns buskar som kan bli upp till 6 meter höga och klätterväxter som växer upp mot trädkronorna och kan bli 30 meter långa. Det finns mellan 40 och 60 arter, bland annat kiwi.
Blommorna sitter ensamma eller i små knippen. Blomfärgen är vanligen vit och de små kronbladen är oftast fem till antalet. De flesta arterna är tvåbyggare men det finns även några sambyggare. Frukten är ett stort bär som innehåller ett stort antal små frön. Nästan alla aktinidior har ätbara frukter.

## Bildgalleri

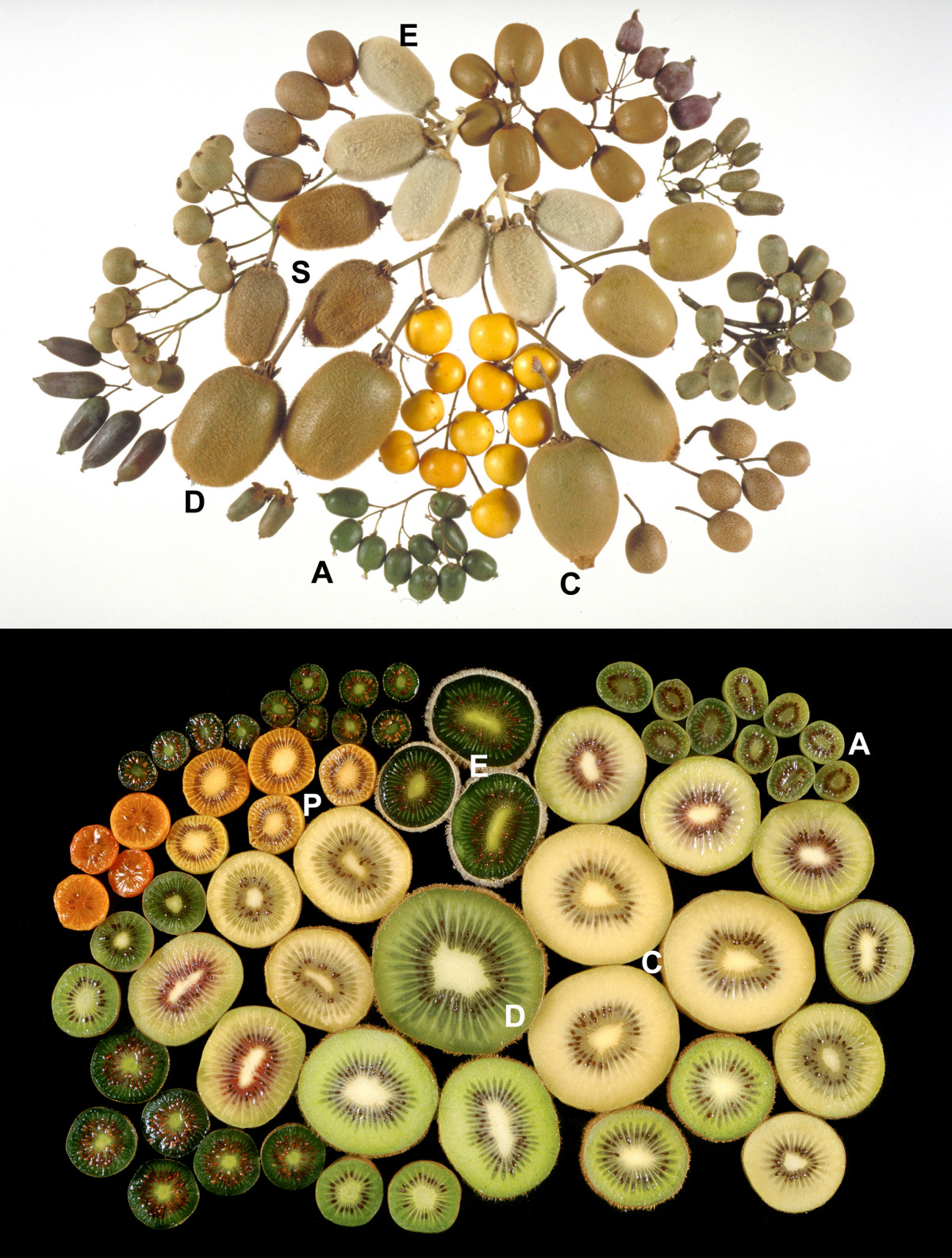

## Dottertaxa till Aktinidiasläktet, i alfabetisk ordning[2]
- Actinidia arguta
- Actinidia callosa
- Actinidia chengkouensis
- Actinidia chinensis
- Actinidia chrysantha
- Actinidia cylindrica
- Actinidia eriantha
- Actinidia farinosa
- Actinidia fasciculoides
- Actinidia fortunatii
- Actinidia fulvicoma
- Actinidia glaucocallosa
- Actinidia globosa
- Actinidia grandiflora
- Actinidia hemsleyana
- Actinidia henryi
- Actinidia holotricha
- Actinidia hubeiensis
- Actinidia hypoleuca
- Actinidia indochinensis
- Actinidia kolomikta
- Actinidia laevissima
- Actinidia lanceolata
- Actinidia latifolia
- Actinidia liangguangensis
- Actinidia lijiangensis
- Actinidia linguiensis
- Actinidia longicarpa
- Actinidia macrosperma
- Actinidia melanandra
- Actinidia melliana
- Actinidia obovata
- Actinidia persicina
- Actinidia petelotii
- Actinidia pilosula
- Actinidia polygama
- Actinidia rongshuiensis
- Actinidia rubricaulis
- Actinidia rubus
- Actinidia rudis
- Actinidia rufa
- Actinidia rufotricha
- Actinidia sabiifolia
- Actinidia sorbifolia
- Actinidia stellatopilosa
- Actinidia strigosa
- Actinidia styracifolia
- Actinidia suberifolia
- Actinidia tetramera
- Actinidia trichogyna
- Actinidia ulmifolia
- Actinidia umbelloides
- Actinidia valvata
- Actinidia venosa
- Actinidia vitifolia
- Actinidia zhejiangensis